# Phyllis Kaberry
Phyllis Kaberry de son nom complet Phyllis Mary Kaberry, né le 17 septembre 1910 à San Francisco et morte le 31 octobre 1977 à Londres, est une anthropologue australienne qui a consacré son travail à l'étude des femmes dans diverses sociétés. En particulier grâce à ses travaux en Australie et en Afrique, elle a ouvert la voie à une approche féministe des études anthropologiques. Ses recherches sur la vie sacrée et le rôle important des femmes aborigènes d'Australie se sont avérées être un sujet controversé, car l'anthropologie au cours de ses premières années de travail sur le terrain était dominée par les hommes, avec l'idée fausse que les hommes étaient supérieurs dans tous les aspects de la vie. En apportant la preuve de l'importance des femmes dans le développement et l'organisation de la société, Kaberry peut être définie comme une anthropologue influente et importante.

## Biographie
Kaberry est née à San Francisco. Ses parents sont des immigrants britanniques, originaires du Yorkshire. Ils ont émigré peu de temps avant la naissance de Kaberry. Tous deux étaient des scientistes chrétiens ; son père était architecte. En 1913, Kaberry, ses parents et ses deux frères déménagent en Nouvelle-Galles du Sud, en Australie, et finalement à Sydney. Kaberry fréquente la Fort Street Girls' High School et, en 1930, entre à l'université de Sydney où elle restera jusqu'à l'obtention de sa maîtrise.

## Éducation
- 1933 : BA en anglais et philosophie ; accent également mis sur le latin et l'histoire - Université de Sydney
- 1934 : MA en anthropologie, Université de Sydney
- 1938 : Doctorat en anthropologie, London School of Economics

## Carrière universitaire

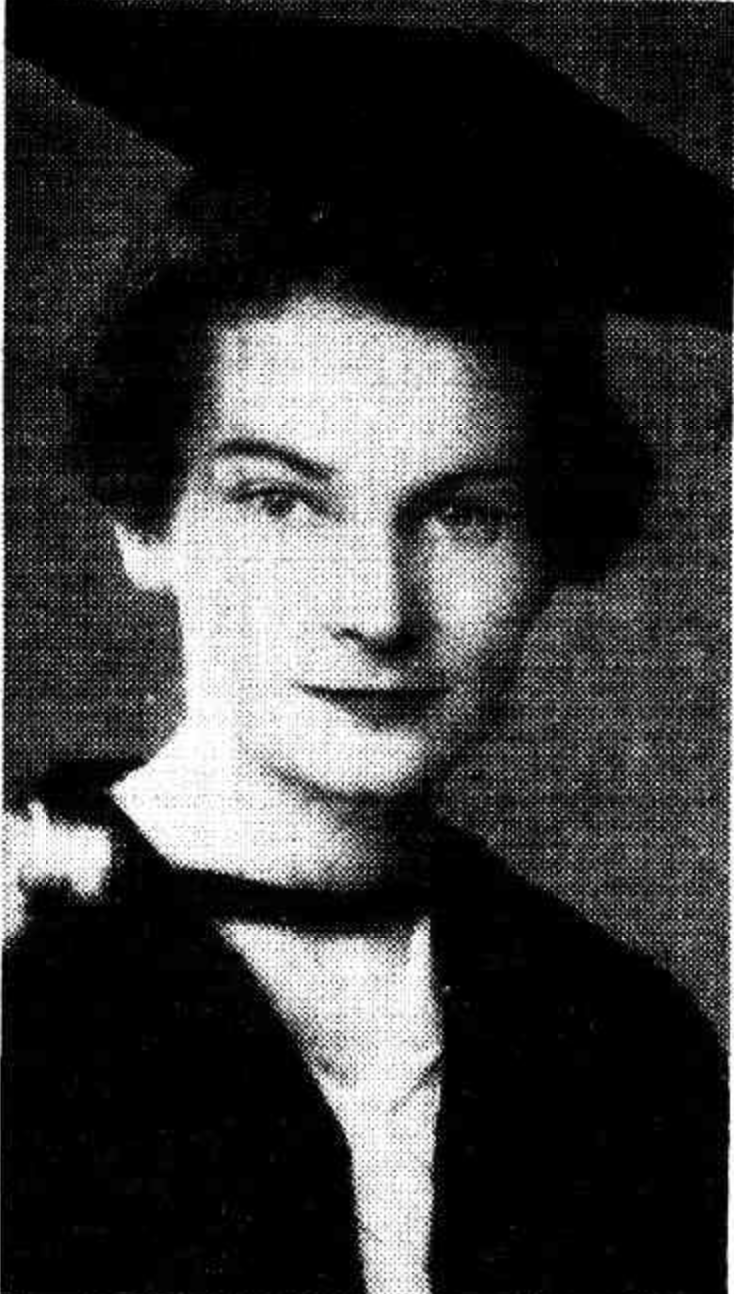
Phyllis Kaberry en 1939.

L'Université de Sydney a été la première université australienne à enseigner l'anthropologie. L'université a accueilli des anthropologues tels que A.P. Elkin, Raymond Firth, Ian Hogbin, A.R. Radcliffe-Brown et Camilla Wedgwood. Kaberry a étudié sous la direction d'A.P. Elkin, qui croyait fermement que les femmes anthropologues étaient capables de donner une perspective unique et bénéfique des femmes dans diverses sociétés - un sujet négligé à cette époque. 
Au cours de ses premières années d'études supérieures, Kaberry s'est intéressée à la Nouvelle-Guinée. Sa thèse de maîtrise est le résultat de cet intérêt et consiste en une étude des effets des politiques gouvernementales sur les conditions des autochtones. Cette question sera également abordée dans ses travaux ultérieurs en Australie et en Afrique. Elle renouera avec ses intérêts mélanésiens après 1939, lorsqu'elle se rendra en Nouvelle-Guinée pour étudier l'organisation sociale chez les Abelam du district de Sepik. Elle s'est intéressée au régime alimentaire mélanésien, en particulier au rôle central joué par les ignames. Malheureusement, les effets de la Seconde Guerre mondiale écourtent son séjour.

### Recherche dans la région de Kimberley en Australie-Occidentale
Après avoir obtenu sa maîtrise en anthropologie, Kaberry a reçu une bourse du Conseil national australien de la recherche (ANRC) pour mener des recherches dans le pays. Son conseiller, Elkin, lui a suggéré de résider dans la région de Kimberley, en Australie-Occidentale, pour étudier les Aborigènes. Elkin était un grand défenseur du traitement humain et de la préservation des populations indigènes australiennes - ses opinions étant motivées par sa conscience des mauvaises conditions de vie, des mauvais traitements et de l'effacement progressif de leurs croyances et valeurs traditionnelles. Suivant les conseils d'Elkin, Kaberry s'est rendu dans la région de Kimberley. Comme beaucoup d'anthropologues sur le terrain, Kaberry a dû faire face à des conditions difficiles, qu'elle a toutes acceptées. En menant ses recherches parmi les stations d'élevage et de mission, elle s'est heurtée à des barrières linguistiques et à des déplacements constants dus aux migrations saisonnières - d'où un mode de vie mobile.
Adoptant une approche d'observation participante, Kaberry s'est déplacée entre plusieurs groupes de personnes, s'impliquant ainsi profondément dans le mode de vie quotidien des femmes. Ayant souvent besoin d'un traducteur, elle choisissait la femme la plus franche de chaque groupe pour l'aider à traduire et pour inciter les autres femmes à parler des aspects privés de la vie des femmes autochtones. Une grande partie de son travail dépendait des deux saisons distinctes. Pendant la saison sèche, Kaberry résidait dans les stations d'élevage et de mission et recueillait des généalogies en interrogeant les femmes de divers camps. Kaberry a remis en question l'exactitude de ses recherches sur les traditions autochtones pendant la saison sèche. En effet, le mode de vie dans les stations d'élevage et de mission établies par les non-autochtones a été modifié par le contact avec les Européens. Elle a constaté que la vie traditionnelle autochtone était plus importante pendant la saison humide. Kaberry a assisté à des cérémonies traditionnelles et à de véritables coutumes - une occasion de voir la "vie indigène" telle qu'elle était autrefois. Pendant les quelque trois années où elle a étudié la société aborigène de la région de Kimberley, elle s'est concentrée sur la parenté, la religion, l'organisation économique et sociale des femmes, ainsi que sur l'influence du contact européen.
À son retour du terrain, elle s'inscrit à la London School of Economics après avoir obtenu une bourse d'études. En 1938, elle obtient son doctorat en anthropologie, et un an plus tard, elle publie Aboriginal Woman Sacred and Profane. Ce livre a eu un impact discret mais fort sur les études féminines dans le domaine de l'anthropologie. À l'époque de sa publication, l'anthropologie était largement dominée par les hommes, et son livre a donc fait l'objet de nombreuses critiques pour avoir suggéré que les femmes étaient égales aux hommes et possédaient leur propre valeur de sacralité. À cette époque, les femmes étaient considérées comme des "vaches domestiquées" et des êtres érotiques ayant peu d'influence sur le développement culturel, dépourvues de vie sacrée et dont les institutions étaient définies comme inférieures à celles des hommes. Aboriginal Woman Sacred and Profane contestait ces idées :
« Jusqu'à une date récente, la femme aborigène a occupé une place plutôt obscure dans l'anthropologie australienne ; et dans l'imagination populaire, du moins, elle a trop souvent été perdue de vue sous les fardeaux que lui imposaient les hommes. On a peu essayé d'analyser dans quelle mesure elle participe à la religion, la nature et l'importance de sa contribution à l'économie tribale. C'est dans le but de faire une étude plus spécifique de la position des femmes dans une communauté aborigène que, sur la suggestion du professeur Elkin, j'ai effectué des recherches dans le nord-ouest de l'Australie [...]. Dans sa forme originale, mon matériel a été présenté comme une thèse pour l'obtention du diplôme de docteur en philosophie à la London School of Economics en 1938 ; mais depuis lors, il a été révisé et abrégé et le titre a été changé pour un titre qui résume ma tentative de décrire la femme aborigène telle qu'elle est réellement - une personnalité sociale complexe, ayant ses propres prérogatives, devoirs, problèmes, croyances, rituels et points de vue ; Elle s'adapte aux exigences de l'organisation sociale, locale et totémique, tout en exerçant une certaine liberté de choix dans les domaines qui touchent à ses intérêts et à ses désirs. ...] Néanmoins, elles possèdent des totems, ont des affiliations spirituelles avec le passé sacré, et accomplissent leurs propres rites sacrés dont les hommes sont exclus [...] nous n'avons aucune raison de supposer, sur la base des données actuellement disponibles, que les hommes représentent l'élément sacré de la communauté et les femmes l'élément profane. (p. xix -xxii) »
Kaberry a enregistré des cérémonies sacrées entre femmes et a montré le rôle intégral qu'elles jouent dans la société. Son livre est l'un des trois ouvrages consacrés aux Aborigènes d'Australie par les anthropologues dans les années 1930, et l'un des rares à décrire les femmes autochtones dans le monde entier. Sans aucun doute, elle a préparé le terrain pour les futures études des femmes, un domaine qui a été fortement négligé jusqu'aux mouvements féministes plus tard dans le siècle.

### Malinowski et les conséquences du contact avec la culture
Bénéficiant d'une bourse Sterling, Kaberry se rend à l'université Yale pour présenter des conférences sur ses recherches en Australie et en Mélanésie. Elle y rencontre à nouveau Bronisław Malinowski, son mentor à la London School of Economics. Kaberry et Malinowski partagent un intérêt pour le contact des cultures et ses conséquences. Tous deux se sont mis d'accord pour écrire ensemble un livre sur le sujet, mais Malinowski est mort avant qu'il ne soit terminé. Avec ses notes en main, Kaberry a terminé le projet en 1945, intitulé The Dynamics of Cultural Change. Kaberry avait beaucoup d'admiration pour Malinowski, et lui a dédié plus tard Aboriginal Woman Sacred and Profane. Comme il est indiqué dans son livre :
« J'ai dédié ce livre au professeur Malinowski en reconnaissance de ma dette envers lui en tant qu'anthropologue, en tant que personne qui, sans sacrifier l'objectivité scientifique et l'intégrité des faits, a su aborder l'étude de la culture et de la civilisation avec l'imagination et la sensibilité d'un artiste. (p. xxv) »

### Recherche dans la région de Bamenda au Cameroun
Kaberry retourne à Londres et reçoit finalement une demande du Colonial Social Science Research Council pour effectuer des recherches dans la région de Bamenda au Cameroun. Le Conseil s'interroge sur le faible développement et la malnutrition dans cette région, alors sous contrôle britannique et demande les services anthropologiques de Kaberry. Financée par le gouvernement britannique, Kaberry se rend à Bamenda et vit parmi les Nso. Elle y noue des relations étroites avec les personnes avec lesquelles elle travaille. Les Nso apprécient beaucoup son amitié et les problèmes qu'elle aide à résoudre au sein de leur communauté. En 1946, la perte de terres devenait une réalité pour les Nso en raison des politiques coloniales. Kaberry a fait part de ses préoccupations aux Britanniques, qui ont fini par résoudre le problème. Soulagés et reconnaissants, les Nso ont fait de Kaberry une Reine mère - un titre que Kaberry chérissait beaucoup.
Kaberry a passé près de quarante-six mois au total à Bamenda entre 1945 et 1963, en partie en collaboration avec Sally Chilver. En 1952, elle a écrit Women of the Grasslands, décrivant la position économique des femmes du Nso. Cette publication n'a pas fait l'objet d'autant de critiques que son précédent ouvrage, mais elle a constitué un autre mouvement important vers une approche féministe dans le domaine de l'anthropologie.
Pendant la dernière partie de sa carrière universitaire, Kaberry a enseigné à l'University College de Londres en tant que maître de conférences, puis en tant que lectrice. Un an après sa retraite, elle est décédée d'une intoxication alcoolique accidentelle à son domicile londonien, à l'âge de 67 ans. Informée de la mort de Kaberry, le peuple Nso avec laquelle elle avait travaillé pendant des années a organisé une cérémonie de deuil en son honneur, et dix ans plus tard, elle a fondé le Centre de recherche Kaberry dans sa région. À l'université d'Oxford, le Centre for Cross-Cultural Research on Women organise tous les trois ans une conférence commémorative en l'honneur de sa contribution aux études sur les femmes.

## Contributions
Phyllis Mary Kaberry a été une pionnière de l'étude des femmes dans le domaine de l'anthropologie. Pour elle, surmonter les critiques constantes de son travail a été une bataille au sein du monde universitaire. Sa passion et son dévouement à l'égard de l'élimination des idées fausses sur la valeur des femmes dans différentes sociétés ont grandement bénéficié à l'avenir du domaine d'étude anthropologique. Kaberry a reconnu les contributions importantes des femmes au sein de leurs communautés, prouvant ainsi qu'elles ne sont pas confinées dans l'ombre des hommes. Son travail a influencé les générations futures d'anthropologues, notamment Sandy Toussaint, de l'université d'Australie-Occidentale, et auteur de Phyllis Kaberry and Me.
Kaberry Place, dans la banlieue de Canberra, à Chisholm, est nommée en son honneur.

## Prix et bourses
- Bourse Sterling de Yale
- Bourse Carnegie
- Médaille commémorative Rivers de l'Institut royal d'anthropologie
- Médaille Wellcome d'anthropologie appliquée